# Bifaxaria bicuspis
Bifaxaria bicuspis är en mossdjursart som beskrevs av Gordon 1993. Bifaxaria bicuspis ingår i släktet Bifaxaria och familjen Bifaxariidae. Inga underarter finns listade i Catalogue of Life.